# جاك سكوت
جاك سكوت (بالإنجليزية: Jack Scott)‏ (25 سبتمبر 1875 في المملكة المتحدة - 7 سبتمبر 1931) هو لاعب كرة قدم بريطاني (وحمل سابقاً جنسية المملكة المتحدة لبريطانيا العظمى وأيرلندا) في مركز الدفاع. لعب مع نادي بلاكبول ونادي سندرلاند ونادي ألبيون روفرز.

## وصلات خارجية
- جاك سكوت على موقع قاعدة بيانات كرة القدم.إي يو (الإنجليزية)